# Boris Godunov (Puškin)
Il Boris Godunov (in russo Борис Годунов?, Borís Godunóv), il cui titolo completo è Drammatica istoria, commedia della vera calamità allo stato moscovita occorsa, dello zar Boris e di Griška Otrep'ev (Драматическая повесть, Комедия o настоящей беде Московскому государству, o царе Борисе и о Гришке Отрепьеве), è un dramma teatrale di Aleksandr Sergeevič Puškin, composto a Michajlovskoe, dove Puškin era esiliato, nel 1825, pubblicato integralmente nel 1831, ma approvato per una rappresentazione sui palcoscenici non prima del 1866 e rappresentato, largamente censurato, nel 1870.

## Storia
Con il dramma Boris Godunov l'intento di Puškin fu quello di dare alla letteratura russa un dramma nazionale, per liberarla dal dominio dello pseudoclassicismo. La realizzazione di questo intento richiedeva due elementi fondamentali: una nuova forma e un contenuto storicamente nazionale. Puškin risolse il problema della forma ispirandosi ai drammi storici di Shakespeare, oltre che alle antiche Cronache; il problema del contenuto fu risolto dalla lettura della Storia dello Stato russo di Karamzin, i cui primi otto volumi erano stati pubblicati nel 1818. Scriverà lo stesso Puškin:
(Aleksandr Sergeevič Puškin, Polnoe sobranie sočinenij v desjati tomach, Moskva-Leningrad, 1949, VII: 164; citato in L.Magarotto, 2015,  p. 150)
Se la struttura formale del dramma teatrale ricalca la fisionomia e la forma delle tragedie shakespeariane, invece il soggetto dell'opera deriva dalla Storia dello Stato russo scritta da Karamzin, mentre per i contenuti l'autore si è ispirato alla vecchie Cronache russe per i costumi e la lingua parlata dell'epoca descritta.
Il soggetto riguarda Boris Godunov che regnò come Zar dal 1598 al 1605 nel periodo definito "epoca dei torbidi", regno contestato dalla ipotesi di un'usurpazione del potere da parte di Godunov ai danni del vero erede al trono. Questo pretesto innesca la campagna polacca contro la Russia, che si conclude con l'ascesa della dinastia dei Romanov. Lo scrittore aggiunse all'intreccio principale la storia d'amore del falso Dimitri e della polacca Marina. Il dramma consiste di 25 scene composte nello stile del Blank verse e porta in scena 63 personaggi. Di indubbio significato sia il tono spirituale-morale che governa le gesta sia la voce e l'anima del popolo, elementi di derivazione romantica.
Neppure negli anni seguenti il Boris Godunov ricevette una prima rappresentazione nella sua forma originale. Modest Petrovič Musorgskij basò la sua famosa opera dal dramma rielaborando la struttura narrativa in base alle esigenze melodrammatiche, e durante gli anni trenta Vsevolod Meyerhold tentò di dirigerne una rappresentazione teatrale con musiche composte da Sergei Prokofiev ma abbandonò presto la produzione a causa di pressioni politiche, e tale soggetto rimase abbandonato per lungo tempo.
La prima rappresentazione mondiale del dramma originale privo di censure è avvenuta il 12 aprile 2007 negli Stati Uniti d'America all'Università di Princeton nella traduzione integrale in lingua inglese. Questa produzione era basata sul progetto di Meyerhold e sulle musiche di Prokofiev, con ulteriori musiche aggiunte composte da Peter Westergaard.
Da segnalare la versione televisiva del 1966 curata da Gerardo Guerrieri, con la regia di Giuliana Berlinguer e interpretata da alcuni dei migliori attori dell'epoca: Tino Carraro (Boris Godunov), Gino La Monica (Fëdor), Ludovica Modugno (Kseniâ), Turi Ferro (Pimen), Luigi Vannucchi (Otrep’ev), Bruno Cirino (Misail), Mario Feliciani (Principe Šujskij) e  Andrea Checchi (Puškin).

## Struttura
Boris Godunov non è diviso in atti, ma in tre parti principali (il prologo, il nucleo e l'epilogo), divise in scene.

- Il Prologo riguarda gli avvenimenti del 1598, si sofferma soprattutto alla proclamazione di Boris Godunov a zar, e rivela l'atteggiamento dei boiardi e del popolo di fronte a essa.
- Il Nucleo comprende gli avvenimenti del 1603, cioè la fuga di Grigorij Otrep’ev dal monastero, l'apogeo del potere di Boris, del quale tuttavia fa intuire l'inizio della successiva e graduale caduta, e rivela l'atteggiamento dei boiardi e del popolo di fronte alla persona di Boris; si sofferma inoltre sulla vita di Boris in mezzo alla famiglia, la comparsa del falso Dmitrij in Polonia e il suo amore per Maria Mniszek.
- L'Epilogo comprende gli avvenimenti del 1604: la lotta col falso Dmitrij e la morte di Godunov.

### Scene
Si riporta l'elenco delle scene riportate sul testo a stampa del dramma di Puškin
- SCENA PRIMA - Il palazzo del Cremlino. 20 febbraio, 1598.
- SCENA SECONDA - La piazza rossa.
- SCENA TERZA - Campo delle Vergini. Monastero delle Vergini.
- SCENA QUARTA - Il palazzo del Cremlino.
- SCENA QUINTA - Notte. Una cella nel Monastero dei Miracoli. Anno 1603.
- SCENA SESTA - Il palazzo del patriarca.
- SCENA SETTIMA - Il palazzo dello zar.
- SCENA OTTAVA - Bettola al confine lituano.
- SCENA NONA - Mosca. La casa di Šujskij.
- SCENA DECIMA - Il palazzo dello zar.
- SCENA UNDICESIMA - Cracovia. La casa di Wisznewiecki.
- SCENA DODICESIMA - Il castello del voivoda Mniszek a Sambor. Una fila di stanze illuminate.
- SCENA TREDICESIMA - Notte. Un giardino. Una fontana.
- SCENA QUATTORDICESIMA - Il confine lituano. 16 ottobre 1604.
- SCENA QUINDICESIMA - La Duma dello zar.
- SCENA SEDICESIMA - Una pianura presso Novgorod-Severskij. 21 dicembre 1604.
- SCENA DICIASSETTESIMA - La piazza davanti alla Cattedrale a Mosca.
- SCENA DICIOTTESIMA - Sevsk.
- SCENA DICIANNOVESIMA - Una foresta.
- SCENA VENTESIMA - Mosca. Il palazzo dello zar.
- SCENA VENTUNESIMA - Una tenda.
- SCENA VENTIDUESIMA - Il luogo del patibolo.
- SCENA VENTITREESIMA - Il Cremlino.

## Critica
Più che la corrispondenza agli eventi storici (gli studi storici successivi hanno mostrato che la visione di Karamzin della personalità di Boris Godunov, almeno per quanto riguarda la sua colpa, non era del tutto giusta) nella tragedia di Puškin è di maggiore importanza la parte data al popolo e ad alcune personalità oltre a quella del protagonista (il falso Dmitrij, il boiaro Vasilij Sujskij, il monaco Pimen), e il tono religioso-morale che la sovrasta. Questi elementi sono senz'altro romantici, ma sono stati trattati da Puškin con una tendenza verso il realismo assente nelle tragedie romantiche russe di quel periodo. Ettore Lo Gatto considera la tragedia di Puškin una delle opere drammatiche più alte della letteratura russa «sia per il suo nucleo ideologico, sia per la perfetta realizzazione artistica del conflitto psicologico, sia per la compiutezza del quadro storico, sia infine per la perfetta fusione tra i caratteri rappresentati e il linguaggio che li rivela», per cui, oltre a rappresentare il momento centrale dell'evoluzione del teatro nazionale russo, rappresenta il momento della maggiore obbiettivazione dell'attività creatrice di Puškin.

## Edizioni
- Alessandro Puskin, Boris Godunof : poema drammatico, collana Biblioteca universale ; 57, traduzione di Cesare Bragaglia, prima versione italiana con prefazione e note di Cesare Bragaglia, Milano, Sonzogno, 1883.
- Alessandro Pusckin, Boris Godunof : tragedia, in Comoedia : fascicolo periodico di commedie e di vita teatrale, traduzione di Rinaldo Küfferle, VII, n. 11, 1925,  pp. 565-586.
- Aleksandr S. Puskin, Tutte le opere : poesie liriche, poemi e racconti in versi, Evgenij Onegin, Boris Godunov, scene drammatiche, traduzione di Ettore Lo Gatto, Milano, Ugo Mursia, 1959.
- Aleksandr Sergeevič Puškin, Teatro, collana I grandi libri ; 730, traduzione di Silvana de Vidovich, introduzione di Serena Vitale; prefazione di Fausto Malcovati, III, Milano, Garzanti, 2011  [1996], ISBN 978-88-11-36730-7.

## Trasposizioni
La vicenda del dramma è alla base dell'opera lirica Boris Godunov di Modest Petrovič Musorgskij del 1869, modificata in una seconda versione nel 1874.
Sono state realizzate inoltre quattro versioni cinematografiche:
- Boris Godunoff (Der falsche Dimitri) – film di Hans Steinhoff del 1922
- Boris Godunov – film di Vera Pavlovna Stroeva del 1954
- Boris Godunov – film di Sergej Bondarčuk del 1986
- Boris Godunov – film di Andrzej Żuławski del 1989